# François della Faille d'Huysse
François Maximilien Joseph della Faille d'Huysse (Gent, 28 maart 1771 - Brussel, 11 mei 1835) was een Belgisch senator en burgemeester.

## Levensloop
Baron François della Faille d'Huysse was een zoon van Maximilien della Faille, schepen van de Keure in Gent, en van Théodora de Thiennes. Hij trouwde met Marie de Rockolfing de Nazareth (1770-1844). Ze kregen vijf kinderen, onder wie Adolphe della Faille d'Huysse en Hippolyte della Faille d'Huysse die allebei Belgisch volksvertegenwoordiger werden, de tweede ook senator. Via hun zoon Gustave della Faille d'Huysse waren ze de grootouders van senator Herman della Faille d'Huysse.
Afstammend van een familie van wie de eerste adelbrieven dateerden uit 1562, vroeg François della Faille d'Huysse, samen met zijn verre neven Joseph della Faille de Leverghem (1754-1822) en Joseph Sébastien della Faille d'Assenede (1756-1830) adelserkenning aan onder het Verenigd Koninkrijk der Nederlanden. Hij werd in april 1816 opgenomen in de ridderschap van Oost-Vlaanderen met de titel van baron, overdraagbaar bij eerstgeboorte.
Onder het Verenigd Koninkrijk was hij kamerheer (1816-1830) van koning Willem I en lid van de Tweede Kamer der Staten-Generaal (1815-1830). Hij was ook gemeenteraadslid van Gent (1817-1830) en daarnaast bekleedde hij ook verschillende burgemeesterschappen in kleine gemeenten: Huise (van 1804 tot aan zijn dood), Ouwegem (1805-1830) en Ooike (1822-1830).
Della Faille voerde, na enkele jaren aanwezigheid in de Tweede Kamer, oppositie tegen de regering en viel vanaf 1822 in ongenade. Hij werd nochtans nog herkozen. Pas in 1830 werd hij geweerd ten voordele van Pierre-François De Smet-Bossaert (1774-1860), die echter nooit zetelde.
In oktober 1832 werd della Faille katholiek senator voor het arrondissement Gent, in opvolging van Charles Massez, die slechts een jaar zetelde. Hij oefende dit mandaat uit tot aan zijn dood.